# Psychotria adenophora
Psychotria adenophora är en måreväxtart som beskrevs av Julian Alfred Steyermark. Psychotria adenophora ingår i släktet Psychotria och familjen måreväxter. Inga underarter finns listade i Catalogue of Life.